# Daniël van Papenbroeck

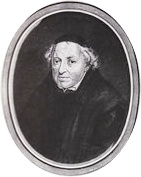
Daniël van Papenbroeck (mogelijk uit 1680)

Daniël van Papenbroeck (Antwerpen, 17 maart 1628 - aldaar, 28 juni 1714) was een Vlaamse Jezuïetische priester, die samenwerkte met Jean Bolland. 
Hij publiceerde in  de Acta Sanctorum, een reeks van volumes waarin hij religieuze getuigenissen met betrekking tot het leven van heiligen van de Katholieke Kerk evalueerde. Hij probeerde daarbij de feiten zoveel mogelijk van de legendes te scheiden.
- Biblioteca Nacional de España: XX823947
- Bibliothèque nationale de France: cb120717362 (data)
- Catàleg d'autoritats de noms i títols de Catalunya: 981058527653406706
- CiNii: DA04596525
- Gemeinsame Normdatei: 100239102
- International Standard Name Identifier: 0000 0001 2320 8603
- Library of Congress Control Number: nr2002020658
- Nationale Bibliotheek van Tsjechië: ola2007365066
- Nationale bibliotheek van Australië: 35650128
- Nationale Bibliotheek van Israël: 987007373389405171
- Nationale en Universitaire bibliotheek Zagreb: 000800514
- Nederlandse Thesaurus van Auteursnamen: 068369271
- Istituto Centrale per il Catalogo Unico: BVEV065926
- SNAC: w69p62tc
- Système universitaire de documentation: 068686382
- Trove: 1026982
- Virtual International Authority File: 61569244
- WorldCat: E39PBJmp9dGFYFFhrg3jxC8Qv3